# Pristiglottis hatumetensis
Pristiglottis hatumetensis är en orkidéart som först beskrevs av Johannes Jacobus Smith, och fick sitt nu gällande namn av Paul Cretzoiu och Johannes Jacobus Smith. Pristiglottis hatumetensis ingår i släktet Pristiglottis och familjen orkidéer. Inga underarter finns listade i Catalogue of Life.